# 蓬克瓦河
49°29′32″N 16°47′28″E / 49.49222°N 16.79111°E

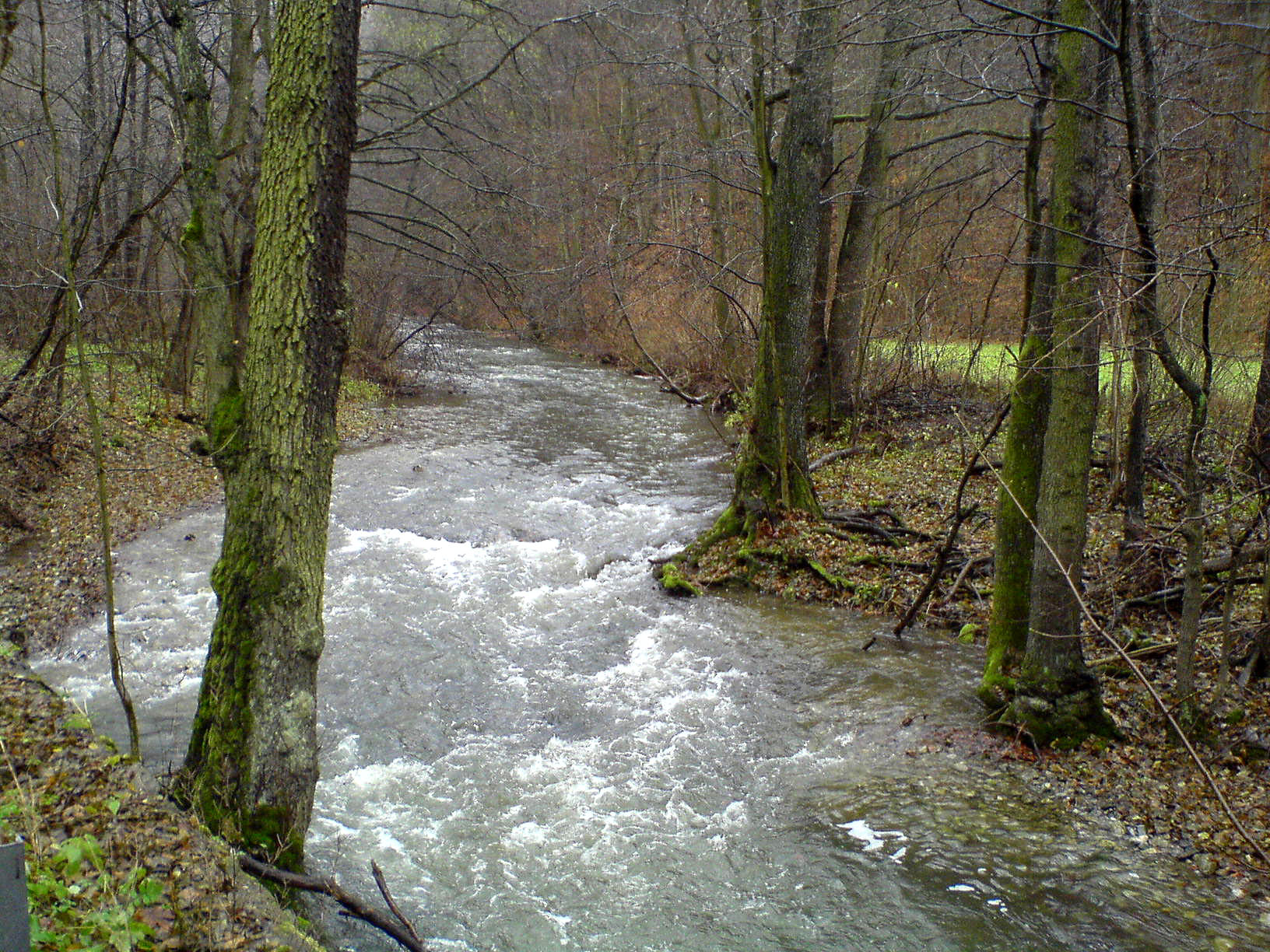

蓬克瓦河是捷克的河流，位於該國南部南摩拉維亞州，屬於斯維塔瓦河的支流，河道全長29公里，流域面積170平方公里，河口處在布蘭斯科。